# ムリェト島

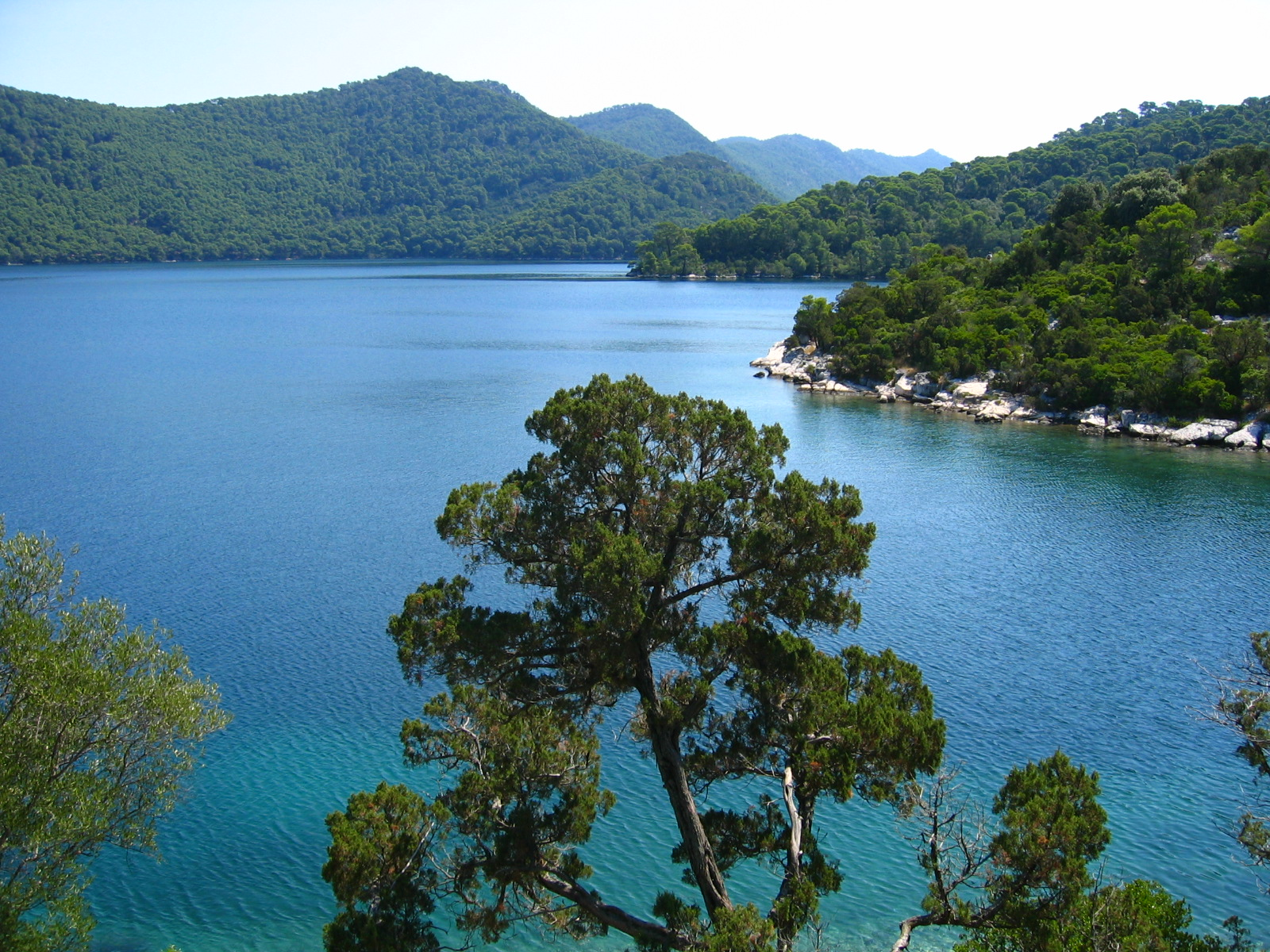
ムリェト島内の大湖

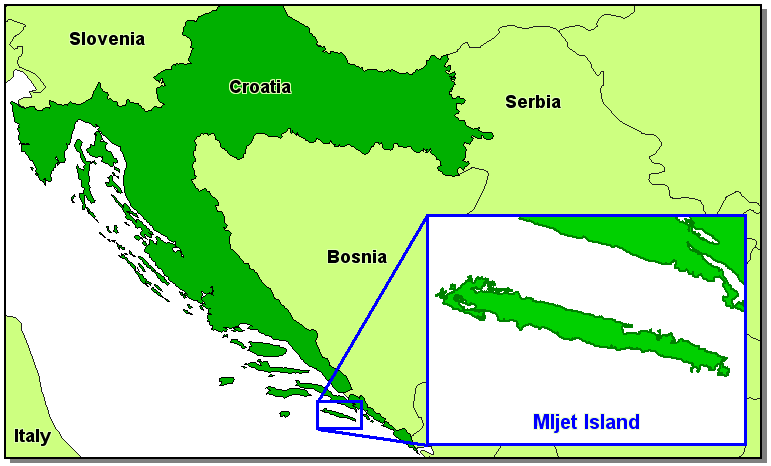
ムリェト島の位置

ムリェト島 （クロアチア語:Mljet、 ラテン語: Melita、イタリア語: Meleda）は、クロアチア・ダルマチア地方の島。クロアチア領のアドリア海沿岸諸島の最も南端かつ東端にある島である。ドゥブロヴニク＝ネレトヴァ郡に属する。

## 人口
2001年の調査によると、ムリェト島の人口は1,111人である。クロアチア人が人口の97.93％を占めている。

## 地理
ムリェト島はペリェシャツ半島の南にあり、半島とはムリェト水道で隔てられている。島は最長23マイルで、幅は平均2マイルである。島は火山性で、多くの割れ目や峡谷がある。割れ目の中で最長のものは、バビノ・ポリェ（Babino Polje）で、島の南北にまたがっている。ポラチェ（Polače、イタリア語ではPalazzo）港が島北部の主要港で、観光フェリーが発着する。ムリェト島には一軒のホテルがある。島北西のオディセイ（Odisej）ホテルである。島北西部には、小島の浮かぶ内海がある。ここは1960年11月12日以降国立公園となっている。
古代ギリシャ人は島をハチミツを意味するメリタ（Melita）と呼んだ。それが数世紀かけて進化をし、スラヴ語の名前ムリェトMljet（"mill-YET"）となった。

## 歴史

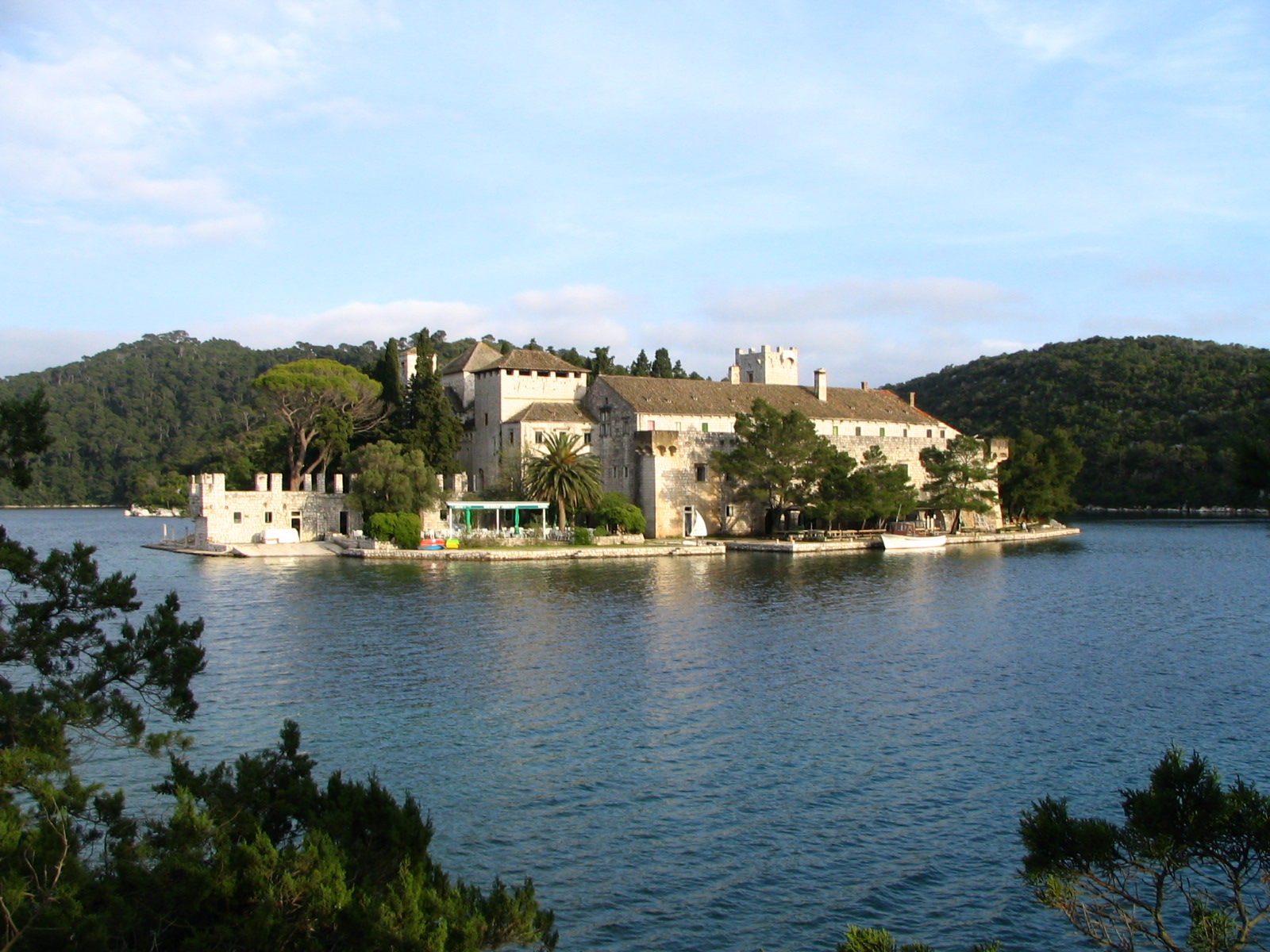
マリア修道院

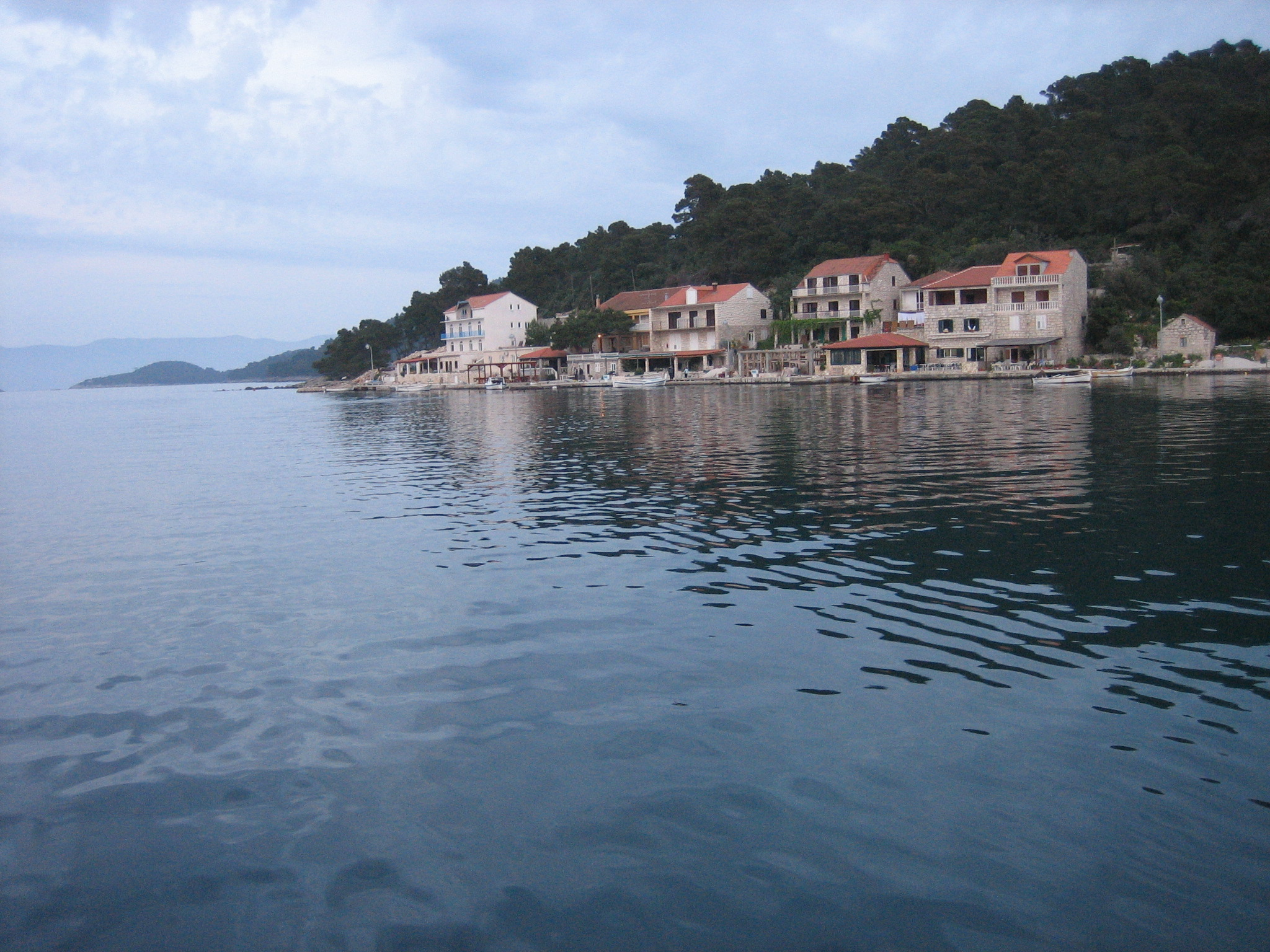
ポメナの海岸

ムリェト島はギリシャ人によって発見されたと信じられてきた。なぜなら古代の記録にこの島のことが言及されていたからである。アナクサルバのアゲシラウス（en:Agesilaus）は、キリキアの知事で、ローマ皇帝セプティミウス・セウェルスによってムリェト島へ流刑にされた 。
ムリェト島は、およそ950年頃東ローマ皇帝コンスタンティノス7世によって言及されている。彼は7世紀初頭から、自身の支配する帝国にセルビア人が住むパガニア諸島の一つを含めたとしているのである。島はしばしばパガニアとザクルミア（en:Zachlumia）の間で領有が争われ、12世紀にそれらを上回る強力なセルビア人統治の統合が成立した。
ムリェト島は、パウロが難破した地だとしてメリタと呼ばれた。これは10世紀に、東ローマ皇帝コンスタンティノス7世によって初めて詳しく説かれた。同時にマルタも、パウロが難破した地だと主張しており、港の名前が未だパウロの名をつけて呼ばれている。
1151年、アプーリア（現在のイタリア・プッリャ州）のプルサノからやってきたベネディクト会が、島の封建領主となった。彼らはガルガーノ山からやってきたという。彼らはSutmiholjskaの洞窟の岸に来た。そしてセルビアのヴォイスラヴリェヴィチ家（en:House of Vojislavljević）のデサ公が、1187年から1198年にかけて、大湖の小島に教会とマリア修道院を建て献堂した。ローマ教皇インノケンティウス3世は、1198年に島の教会の聖化を記した教書を発行した。
1166年から1168年にかけ、ステファン・ネマニャ公の治下で島は統合されたセルビア領の一部となった。1222年、ネマニッチ家のセルビア王ステファン2世（en:Stefan Prvovenčani）が、彼の領地と修道院群、コルチュラ島の教会をムリェト島のベネディクト会へ寄贈した。セルビア最新の海上要塞として整備された後、セルビア皇帝ステファン・ウロシュ5世（en:Stefan Uroš V）は、島を1357年にゼタ公バルシャ1世（en:Balša I）へ贈った。 
ベネディクト会が島の支配権を断念したのは1345年だった。島はバビノ・ポリェにおいて自治体となった。1410年、正式にラグーサ共和国に併合された。ベネディクト会との協定によって、自治体は年300Perper（通貨単位）を支払わなければならなかった。
16世紀、修道院は在ムリェト信徒の中心地Congregatio Melitensemとなった。ラグーサ共和国内のベネディクト会修道僧全員が集まっていた。信徒の最初の頭領はマヴロ・ヴェトラノヴィチ（Mavro Vetranović）で、ムリェト島の修道院に属する修道僧であり、有名な詩人であった。その他にも偉大な詩人・修道僧がこの島にいた。18世紀のイグニャト・ジュルジェヴィッチ（Ignjat Đurđević）である。時が移り、ムリェト島のベネディクト会修道院は重要性を失い、信徒の中心地はドゥブロヴニク近郊のスヴェティ・ヤコフ（Sveti Jakov）へ移った。 
1809年、ナポレオン・ボナパルトによる統治時代、ムリェト修道院は解散させられた。オーストリア帝国が島を手に入れると、旧修道院の建物の中に営林事務所が設置された。二つの世界大戦の間には、旧修道院の建物はドゥブロヴニク司教座の所有となった。1960年に建物はホテルになり、1998年に再び司教座へ返還された。
島は環境破壊の長い歴史を持つ。かつて移動の不便さを軽減するため、修道僧らが湖から島の南岸に水路を掘ったのである。そのため、淡水湖だった湖に塩水が引き込まれ、内海となってしまったのである。
第2の被害はマングースの増加である。中世、ヘビの数を減らす目的で島に持ち込まれた（島は明らかに完全に荒らされた）。マングースがヘビ駆除を行う間に、彼らは島に生息する野生の鳥類の生態を冒した（鳥の卵を捕食した）。今日まで、島はスズメのような生け垣に住む鳥類が目立っている。

## 地理
島の72％以上が森林である。島の地質構造は、石灰岩とドロマイトからなり、隆起、山の尾根、斜面を形成する。ムリェト島にあるわずかな窪地は、海面より低く、泥湖または塩湖として知られている。雨季になると、泥湖は全体が真水で満たされ、乾季には逆にやや塩辛くなる。 
島は地中海性気候である。1月の平均気温は9℃で、7月の平均気温は24℃である。

### 島内の定住地
2001年の調査によると、ムリェト島内の定住地とその人口は以下のようになっている。
- バビノ・ポリェ（Babino Polje、336人） - 警察署、学校のある最大の定住地
- ゴヴェジャリ（Goveđari、165人）
  - バビネ・クチェ（Babine Kuće）
  - プリスタニステ（Pristaniste）
  - ソリネ（Soline）
- ポメナ（Pomena、37人） - 島唯一のホテルがある
- ポラチェ（Polače、115人） - フェリー港、古代ローマ遺跡がある
- ブラト（Blato、46人）
- ロパ（Ropa 、32人） - オート・キャンプ場がある
- コザリツァ（Kozarica、28人）
- ソブラ（Sobra、102人） - フェリー港
- プロジュラ（Prožura、53人）
  - プロジュルスカ・ルカ（Prožurska Luka、14人）
- マラノヴィチ（Maranovići、54人）
- オククリェ（Okuklje、20人）
- コリタ（Korita、74人）
- サプルナラ（Saplunara、35人） - 海水浴場

## 交通

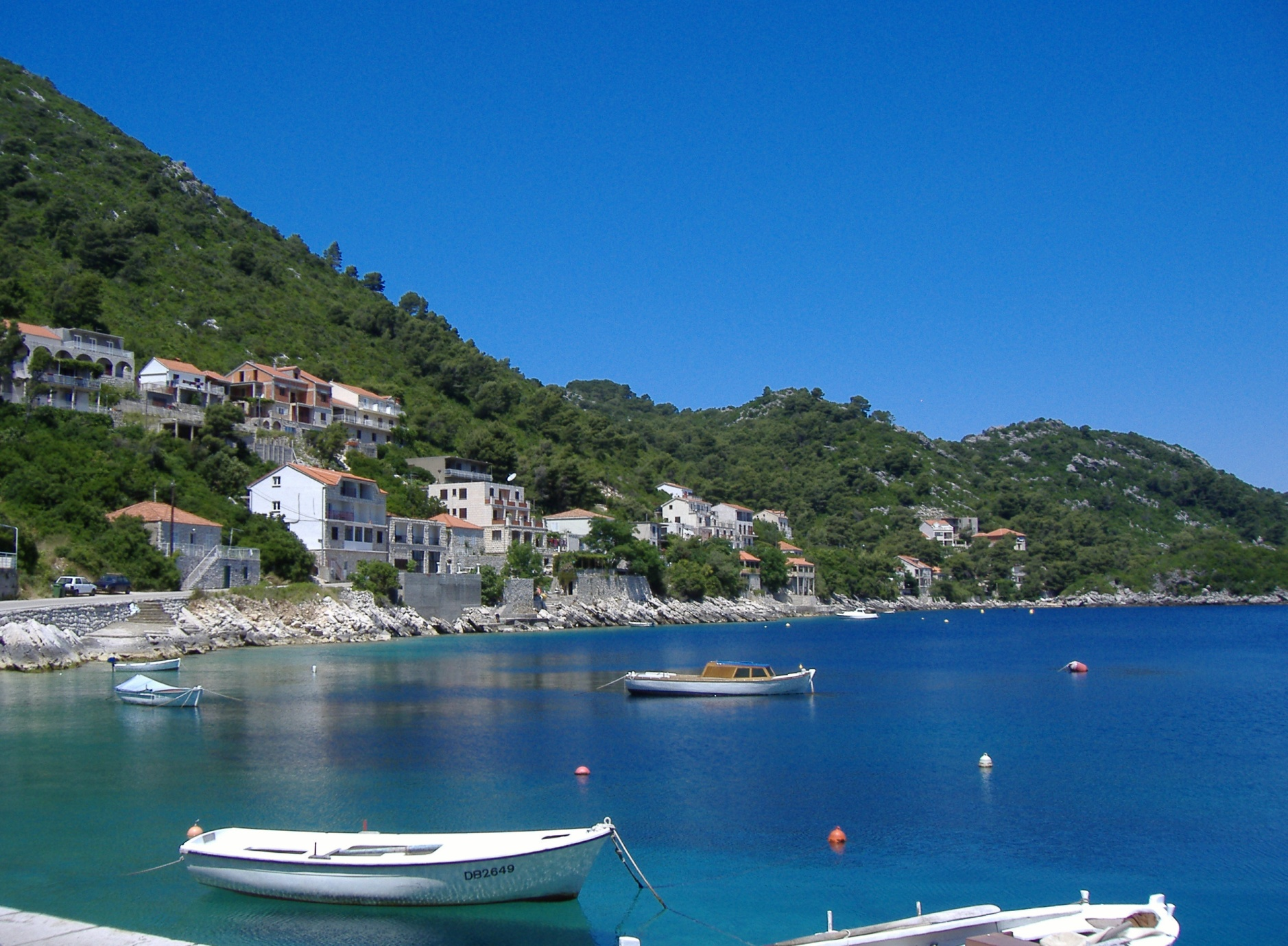
ソブラ港

ムリェト島には空港がない。本土のドゥブロヴニク空港が、国外から来た場合の最寄りの空港となる。ムリェト島へはペリェシャツ半島とドゥブロヴニクからフェリーが往復する。島の主要フェリー港であるソブラとは、ドゥブロヴニクとストン（en:Ston）を経由するカーフェリーが往復する。ポラツェとトルステニク（Trstenik、ペリェシャツ半島の自治体）とを往復する便もある。カーフェリーと、高速フェリーの2種類がある。
島内の舗装道路は2車線ある。発着時刻表で運行されるバスは、一日に一本か二本である。

## 参照
- この記事にはアメリカ合衆国内で著作権が消滅した次の百科事典本文を含む: Chisholm, Hugh, ed. (1911). "Meleda". Encyclopædia Britannica (英語). Vol. 18 (11th ed.). Cambridge University Press. p. 93.